# Mark Phillips

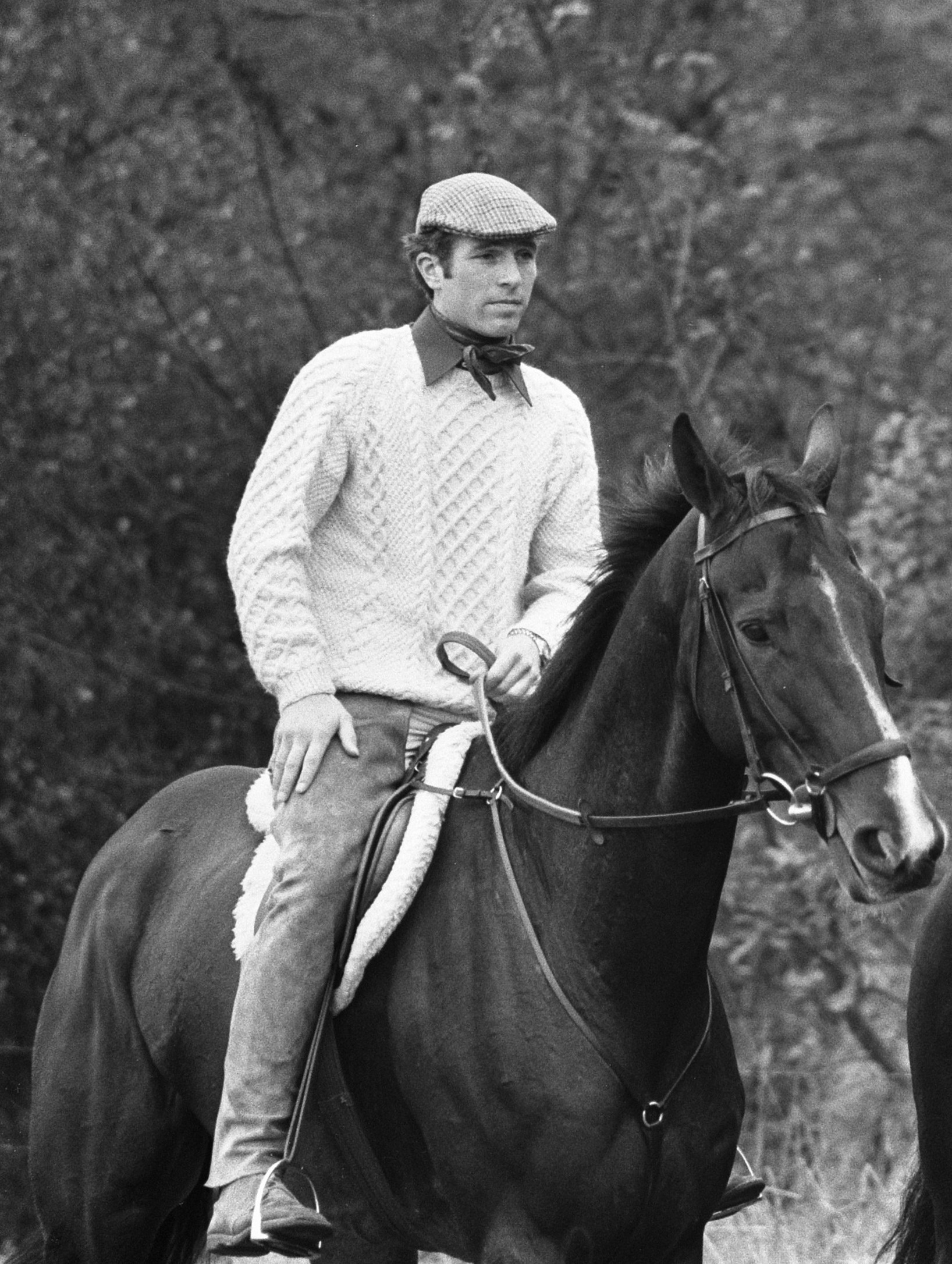
Mark Phillips 1973-ban

Mark Phillips (Tetbury, Gloucestershire, 1948. szeptember 22. –) brit katonatiszt, díjlovagló olimpikon, Anna brit királyi hercegnő első férje.

## Élete

### Ifjúsága
Mark Phillips 1948-ban született Tetburyban, Peter Phillips és Anne Phillips fiaként. Iskoláit a Stouts Hill előkészítő iskolában kezdte, majd a Marlborough College-ben érettségizett le. 

### Katonai karrier
Phillips-et 1969-ben II. Erzsébet királynő sárkányőrségének második hadnagyaként avatták fel, két évvel később, 1971 januárjában hadnaggyá léptették elő, majd megkapta a századosi rendfokozatot. 1974 januárjában nevezték ki II. Erzsébet királynő személyes szárnysegédjének. Phillips 1978 márciusában szerelt le a hadseregtől.

### Lovas karrier
Phillips a brit lovascsapat tartalék tagja volt az 1968-as olimpián. Részese volt a brit háromnapos rendezvénycsapatoknak, akik 1970-ben világbajnoki címet nyertek, 1971-ben európai címet és 1972-ben olimpiai aranyérmet kapott, az 1988-as olimpián a ló fenntartotta az izgalmat és nem tudta befejezni az egyéni háromnapos rendezvényt, de Phillips ezüstérmét nyert a brit csapatban. Phillips négyszeres bajnoka volt a Badminton Horse Trials-ban, 1971─72-ben a Great Ovationon, 1974-ben a Colombuson és 1981-ben a Lincolnon. Jelenleg a Horse & Hound magazin rendszeres munkatársa. Ő továbbra is a brit lovaskörök vezető szereplője, és az Amerikai Egyesült Államok Egyesült Államok eseménycsapatjának séfje.

### Házassága
Phillips lovas tevékenysége során találkozott II. Erzsébet brit királynő és Fülöp edinburgh-i herceg egyetlen lányával Anna hercegnővel, majd 1973. november 14-én házasodott össze vele a Westminsteri apátságban.
Két gyermekük született:
- Peter Phillips (1977)
- Zara Phillips (1981)

Úgy gondolják, hogy Phillips elutasította a királynő közönségét, amely lehetővé tenné, hogy gyermekei jótékonysági címeket használjanak. A királynő vásárolta meg a Gatcombe Parkot, Minchinhampton közelében, a házaspár számára esküvői ajándékként. Házassági gondok miatt 1989-ben a házaspár szétköltözött és ritkán látták egymást, majd 1992. április 23-án elváltak. Közben Phillips továbbra is a Gatcombe Parkjában dolgozott. 1997. február 1-én házasodott össze egy amerikai díjlovassal, Sandy Pflueger-el.
Egy gyermekük született:
- Stephaine Phillips (1997)

Viszont Phillips 2012. május 3-án vált el már másodszor.

## Kitüntetései
- Nagy-Britannia: A királyi viktoriánus rend parancsnoka
- Nagy-Britannia: Személyes segélyszolgálat a Fenséges Királynőnek